# Abraham Asscher
Abraham Asscher (Amsterdam, 19 septembre 1880 – 2 mai 1950) était un Néerlandais, diamantaire et homme politique, qui, au cours de la Seconde Guerre mondiale, a été l'un des deux présidents du Conseil juif d'Amsterdam.
Son père et son frère avaient à Amsterdam une entreprise de diamants ; par la suite Asscher en devint directeur et sa firme jouissait d'une notoriété mondiale, en particulier pour s'être occupée de tailler le Cullinan, le plus grand diamant qui ait jamais été trouvé.
En 1917, Asscher devint pour le Parti libéral membre des États provinciaux de Hollande-Septentrionale. De plus, il était actif dans de nombreuses organisations et associations juives, au point que pendant plusieurs années, il présida le Comité spécial pour les intérêts juifs particuliers.
En 1941, Asscher et David Cohen furent désignés par les occupants allemands pour présider le Conseil juif d'Amsterdam. C'est ainsi que – bien involontairement – ils jouèrent un rôle dans la déportation de nombreux juifs néerlandais. En septembre 1943, d'ailleurs, tous deux furent à leur tour déportés et Asscher se retrouva au camp de concentration de Bergen-Belsen, mais il put en revenir vivant. Après la guerre, Asscher et Cohen furent accusés par un jury d'honneur juif d'avoir contribué par leur adhésion à ce qui était arrivé aux Juifs néerlandais et il leur fut interdit à jamais d'exercer une activité dans une organisation juive. Asscher entra dans une telle colère qu'il renonça à être membre de la communauté juive. Une des conséquences est qu'il n'a pas voulu être enterré au cimetière juif de Muiderberg, mais au cimetière de Zorgvlied à Amsterdam.

## Sources
- (nl) Cet article est partiellement ou en totalité issu de l’article de Wikipédia en néerlandais intitulé « Abraham Asscher (1880-1950) » (voir la liste des auteurs).